# كولن كرول
كولن كرول (بالإنجليزية: Colin Kroll)‏ هو رائد أعمال أمريكي، ولد في 1984 في ري في الولايات المتحدة، وتوفي في 16 ديسمبر 2018 في مانهاتن في الولايات المتحدة بسبب جرعة زائدة.